# Caenacis flavipes
Caenacis flavipes är en stekelart som beskrevs av Masi 1911. Caenacis flavipes ingår i släktet Caenacis och familjen puppglanssteklar.
Artens utbredningsområde är Tyskland. Inga underarter finns listade.